# Héctor Mancilla
Héctor Raúl Mancilla Garcés (Purranque, 12 novembre 1980) è un allenatore di calcio ed ex calciatore cileno, di ruolo attaccante, tecnico dell'Escorpiones.

## Carriera

### Club
Mancilla ha debuttato come professionista con il club cileno Huachipato nel 2000, con cui ha trascorso sei stagioni segnando 37 gol in 106 presenze.
Nel 2006 passò al Colo-Colo ed in quella stagione mise a segno 20 gol. Al termine del campionato, il Colo-Colo mise in vendita diversi calciatori, tra cui Mancilla, il quale fu ceduto al Veracruz per 660.000 euro.
Il 16 giugno 2008 l'attaccante si trasferì al Toluca, con cui ha vinto per due volte la Scarpa d'oro messicana come capocannoniere nei campionati d'Apertura 2008 (con 11 reti) e di Clausura 2009 (con 14 reti).
Il 29 novembre 2010 ha lasciato il Toluca ed è stato ingaggiato dal club messicano dei Tigres per 3 milioni di euro e ha esordito in maglia gialloblù nel gennaio 2011.
Dopo 3 tornei con la nuova squadra, lascia i Tigres per contrasti con l'allenatore Ricardo Ferretti e firma un triennale con il modesto Atlas. In maglia rossonera resta solamente per un torneo, in cui va a segno 6 volte in 17 partite. Al raduno in vista del torneo di clausura non risponde alla convocazione, e viene così ceduto al Morelia, col quale firma per due anni e mezzo.

### Nazionale
Con la Nazionale di calcio del Cile ha partecipato alla Copa América 2004, ma dopo il suo trasferimento in Messico nel 2006 non era stato più convocato. Con le sue prestazioni al Toluca ritorna in Nazionale il 6 giugno 2009 nella vittoria per 2-0 contro la Paraguay; ha anche disputato, 3 giorni dopo, il successivo incontro del Cile contro la Bolivia.
Nel maggio 2010 è stato inserito nella lista dei 25 preconvocati per il campionato del mondo 2010 in Sudafrica.

## Palmarès

### Individuale
- Capocannoniere della Primera División cilena:1

Apertura 2005
- Capocannoniere della Primera División messicana:2

Apertura 2008 (11 gol), Clausura 2009 (14 gol)